# Mouilly
Mouilly település Franciaországban, Meuse megyében. Lakosainak száma 106 fő (2022. január 1.). Mouilly Bonzée, Les Éparges, Ranzières, Rupt-en-Woëvre, Saint-Remy-la-Calonne és Vaux-lès-Palameix községekkel határos.

## Népesség
A település népességének változása:
| Lakosok száma | 117  | 95   | 94   | 110  | 107  | 109  | 113  | 110  | 109  | 106  |
|               | 1968 | 1982 | 1990 | 2006 | 2013 | 2015 | 2017 | 2019 | 2020 | 2022 |